# Міттельземмерн
Міттельземмерн (нім. Mittelsömmern) — громада в Німеччині, розташована в землі Тюрингія. Входить до складу району Унструт-Гайніх. Складова частина об'єднання громад Бад-Теннштедт.
Площа — 10,08 км2. Населення становить 196 ос. (станом на 31 грудня 2021).

## Галерея

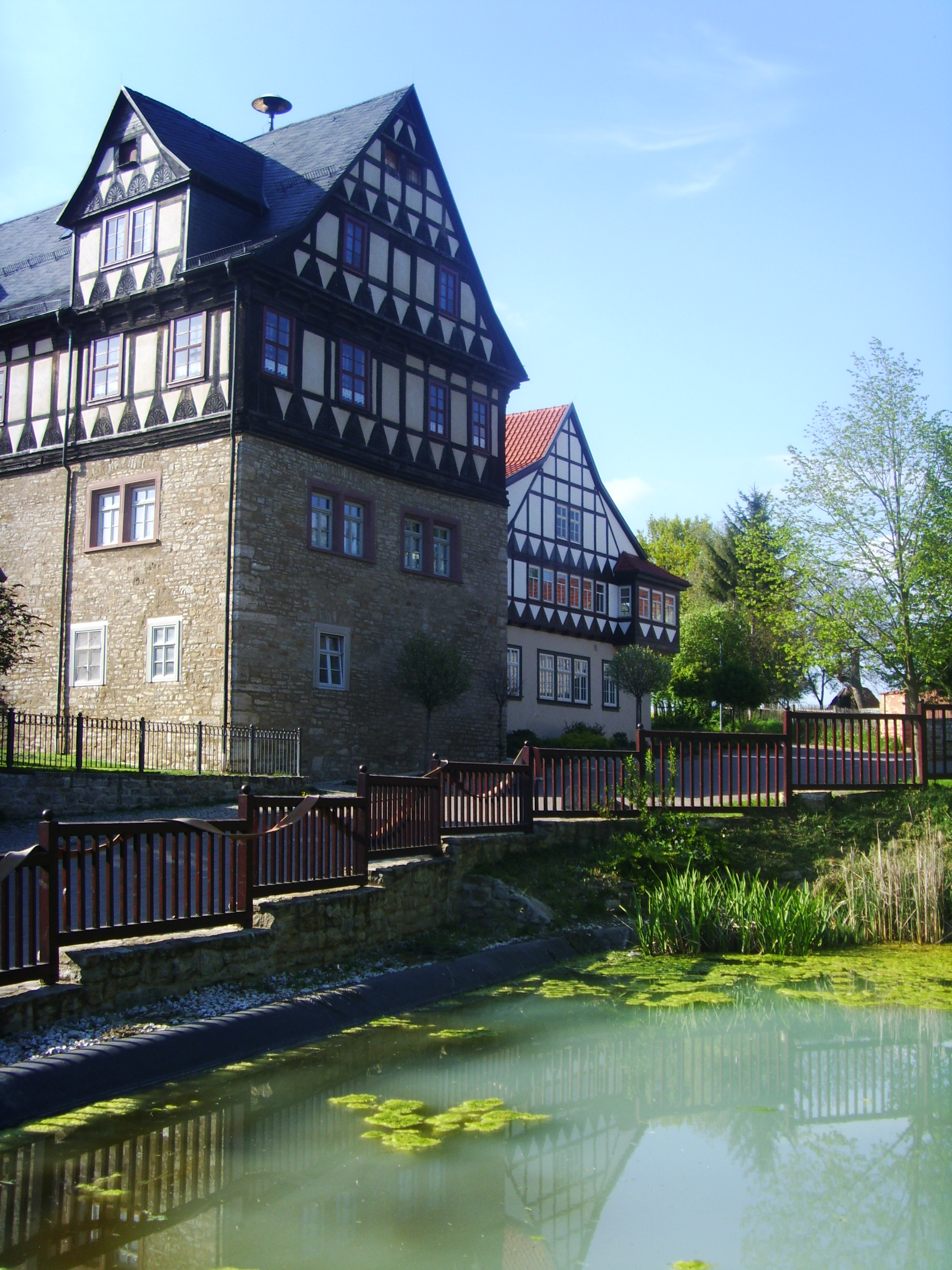
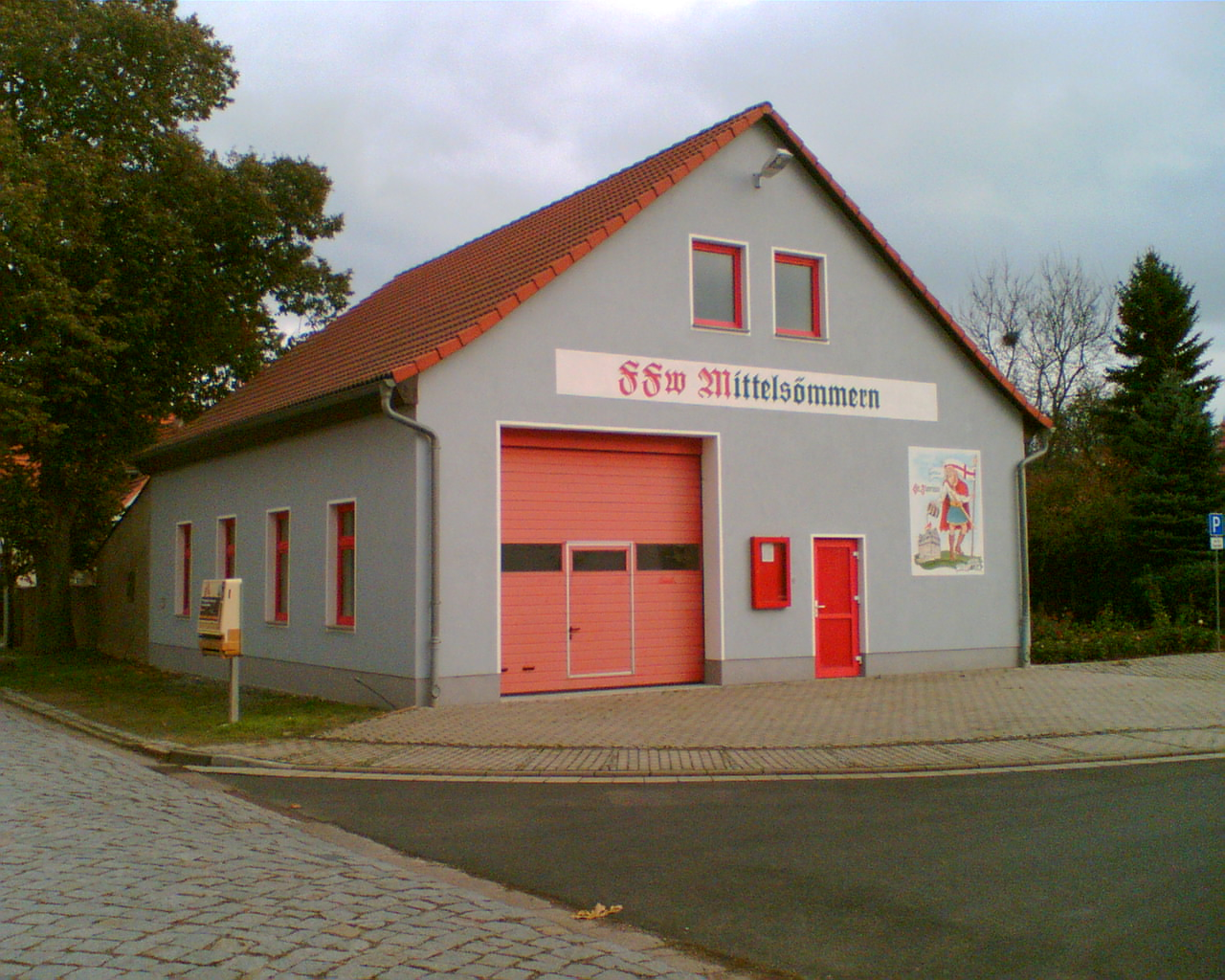